# Gigantactis vanhoeffeni
Gigantactis vanhoeffeni är en fiskart som beskrevs av Brauer 1902. Gigantactis vanhoeffeni ingår i släktet Gigantactis och familjen Gigantactinidae. Inga underarter finns listade i Catalogue of Life.